# Fukuda Gyōkai
Fukuda Gyōkai (福田 行誡) est un prêtre bouddhiste japonais de la branche Jōdo shū, né en 1809 (ou 1806) et mort le 25 avril 1888. C'est un des bouddhistes influents au Japon à la fin du XIXe siècle.